# Tour Aurore
Tour Aurore – wieżowiec w Paryżu, we Francji, w dzielnicy La Défense, o wysokości 110 m. Budynek został otwarty w 1971 roku. Jest przeznaczony do rozbiórki. Na jego miejscu miał stanąć Tour Air².